# Out of the Flotsam
Out of the Flotsam è un cortometraggio muto del 1916 diretto da Wilbert Melville.

## Produzione
Il film fu prodotto dalla Lubin Manufacturing Company.

## Distribuzione
Distribuito dalla General Film Company, il film - un cortometraggio in due bobine - uscì nelle sale USA il 27 giugno 1916.